# Skaraborgs tingsrätt
Skaraborgs tingsrätt är en tingsrätt i Västra Götalands län med kansli i Skövde. Domkretsen omfattar kommunerna Essunga, Falköping, Gullspång, Grästorp, Götene, Hjo, Karlsborg, Lidköping, Mariestad, Skara, Skövde, Tibro, Tidaholm, Töreboda och Vara. Tingsrätten med dess domkrets ingår i domkretsen för Göta hovrätt.

## Administrativ historik
Tingsrätten bildades den 12 januari 2009 genom en sammanslagning av Lidköpings domsaga med kommunerna Essunga, Götene, Grästorp, Lidköping, Skara och Vara, Mariestads domsaga med kommunerna Gullspång, Karlsborg, Mariestad och Töreboda och Skövde domsaga med kommunerna Falköping, Hjo, Skövde, Tibro och Tidaholm.
Falköpings kommun och Tidaholms kommun tillhörde Falköpings domsaga från 1971 till den 17 september 2001. Kommunerna Habo och Mullsjö tillhörde även domsagan fram till den 1 januari 1998, då dessa kommuner överfördes till Jönköpings domsaga, i samband med länsbytet till Jönköpings län.
Från 2011 är tingsrätten helt lokaliserad till Skövde, innan dess fanns det även kanslier i Lidköping och Mariestad.
Efter sammanslagningen byggdes Skaraborgs tingshus, vid Eric Ugglas plats, mitt emellan polishuset och Eric Ugglas Teater. Den 28 februari 2011 samlokaliserades all verksamhet i denna byggnad. Byggnaden blev 3 900 kvadratmeter stor, modernt designad och rymmer sex förhandlingssalar och en säkerhetssal.

## Lagmän
- 2009-2023:Anna Karin Lundberg
- 2023-: Peter Stafverfeldt[8]